# Матею, Алеш
А́леш Ма́тею (чеш. Aleš Matějů; род. 3 июня 1996, Пршибрам) — чешский футболист, защитник итальянского клуба «Палермо» и сборной Чехии.

## Клубная карьера
Алеш Матею — воспитанник клуба «Пршибрам» из одноимённого города. В 2014 году на правах аренды выступал за молодёжную команду нидерландского ПСВ. В высшей лиге Чехии дебютировал 30 августа 2014 года в гостевом матче против «Словацко», где «Пршибрам» уступил хозяевам со счётом 1:4. За клуб в чемпионате Чехии провёл 15 матчей и забил один мяч.
По окончании сезона 2014/15 вместе с товарищем по команде Яном Суханом перешёл в пльзеньскую «Викторию», подписав с клубом четырёхлетний контракт.
В начале августа 2017 года перешёл в английский «Брайтон энд Хоув Альбион», подписав с клубом трёхлетний контракт.

## Карьера в сборной
Алеш выступал за сборные Чехии разных возрастов, а 4 сентября 2015 года в отборочном турнире молодёжного чемпионата Европы дебютировал за молодёжную сборную Чехии в матче со сборной Мальты. Встреча закончилась победой чехов со счётом 4:1.

## Статистика выступлений за сборную
| Матчи за сборную Чехии | Матчи за сборную Чехии | Матчи за сборную Чехии | Матчи за сборную Чехии | Матчи за сборную Чехии | Матчи за сборную Чехии  | Матчи за сборную Чехии |
| ---------------------- | ---------------------- | ---------------------- | ---------------------- | ---------------------- | ----------------------- | ---------------------- |
| №                      | Дата                   | Оппонент               | Счёт                   | Голы                   | Соревнование            |                        |
| 1                      | 7 октября 2020         | Кипр                   | 2:1                    | -                      | Товарищеский матч       |                        |
| 2                      | 11 ноября 2020         | Германия               | 0:1                    | -                      | Товарищеский матч       |                        |
| 3                      | 15 ноября 2020         | Израиль                | 1:0                    | -                      | Лига наций 2020/21      |                        |
| 4                      | 18 ноября 2020         | Словакия               | 2:0                    | -                      | Лига наций 2020/21      |                        |
| 5                      | 2 сентября 2021        | Беларусь               | 1:0                    | -                      | Отборочный матч ЧМ-2022 |                        |
| 6                      | 5 сентября 2021        | Бельгия                | 0:3                    | -                      | Отборочный матч ЧМ-2022 |                        |
| 7                      | 8 сентября 2021        | Украина                | 1:1                    | -                      | Товарищеский матч       |                        |
| 8                      | 8 октября 2021         | Уэльс                  | 2:2                    | -                      | Отборочный матч ЧМ-2022 |                        |
| 9                      | 11 октября 2021        | Беларусь               | 2:0                    | -                      | Отборочный матч ЧМ-2022 |                        |
| 10                     | 11 ноября 2021         | Кувейт                 | 7:0                    | -                      | Товарищеский матч       |                        |
| 11                     | 24 марта 2022          | Швеция                 | 0:1                    | -                      | Отборочный матч ЧМ-2022 |                        |
| 12                     | 2 июня 2022            | Швейцария              | 2:1                    | -                      | Лига наций 2022/23      |                        |
| 13                     | 5 июня 2022            | Испания                | 2:2                    | -                      | Лига наций 2022/23      |                        |
| 14                     | 9 июня 2022            | Португалия             | 0:2                    | -                      | Лига наций 2022/23      |                        |
| 15                     | 19 ноября 2022         | Турция                 | 1:2                    | -                      | Товарищеский матч       |                        |

## Достижения
Виктория Пльзень
- Чемпион Чехии : 2015/16